# Copelatus incognitus
Copelatus incognitus är en skalbaggsart som beskrevs av Sharp 1882. Copelatus incognitus ingår i släktet Copelatus och familjen dykare. Inga underarter finns listade i Catalogue of Life.